# 岡戸雅樹
岡戸 雅樹（おかど まさき、1975年2月20日- ）は、日本の男性カメラマン。

## 経歴
1994年に渡仏し、パリ、リヨン、コートダジュール、プロバンスで料理と文化、写真を学び、1998年帰国。
企業や官公庁の広告写真、雑誌グラビアなどを手掛ける一方、グラビア系コンセプト写真集をミリオン出版から次々と発売。一部のファンからは「フェチ写真家」と呼ばれている。

## 著書
- 『廃墟巡霊』（2008年、ミリオン出版）
- 『夏服女子』（2011年、ミリオン出版）
- 『ちっぱい女子』（2012年、ミリオン出版）
- 『くろタイ女子』（2013年、ミリオン出版）
- 『絶対空域女子』（2013年、ミリオン出版）
- 『デコルテ女子』（2013年、ミリオン出版）
- 『むちり』（2013年、扶桑社）
- 『黒髪女子』（2014年、ミリオン出版）

## 出演番組
- 『伊藤喜之×週刊SPA! ジャイアンの倒し方！』（ニコニコ生放送、2013年10月30日）
- 『開店！ SIRの生カフェ』（ニコニコ生放送、2013年11月13日）
- 『「むちり」発売記念！フェチ界のネ申・岡戸雅樹の「パイ返しだ！」』（ニコニコ生放送、2013年11月21日）